# هافال
هافال (بالإنجليزية: Haval)‏ هي علامة تجارية للسيارات مملوكة لشركة صناعة السيارات الصينية جريت وول موتورز المتخصصة في سيارات الكروس أوفر وسيارات الدفع الرباعي.  تم إطلاق العلامة التجارية في مارس 2013.

## تاريخ
هافال هي شركة متخصصة في تصنيع سيارات الدفع الرباعي وهي مملوكة لشركة جريت وول موتورز، أُطلقت علامة هافال التجارية في أستراليا والأرجنتين وبنغلاديش وبلغاريا ونيوزيلندا وروسيا وجنوب إفريقيا وبنين وتونس وساحل العاج وتشيلي وباراغواي والإكوادور وغواتيمالا وبوليفيا وبيرو وماليزيا والمملكة العربية السعودية والإمارات العربية المتحدة والعراق وإيران ودول أخرى. 

## منتجات
سيارات هافال التالية متوفرة حاليا:

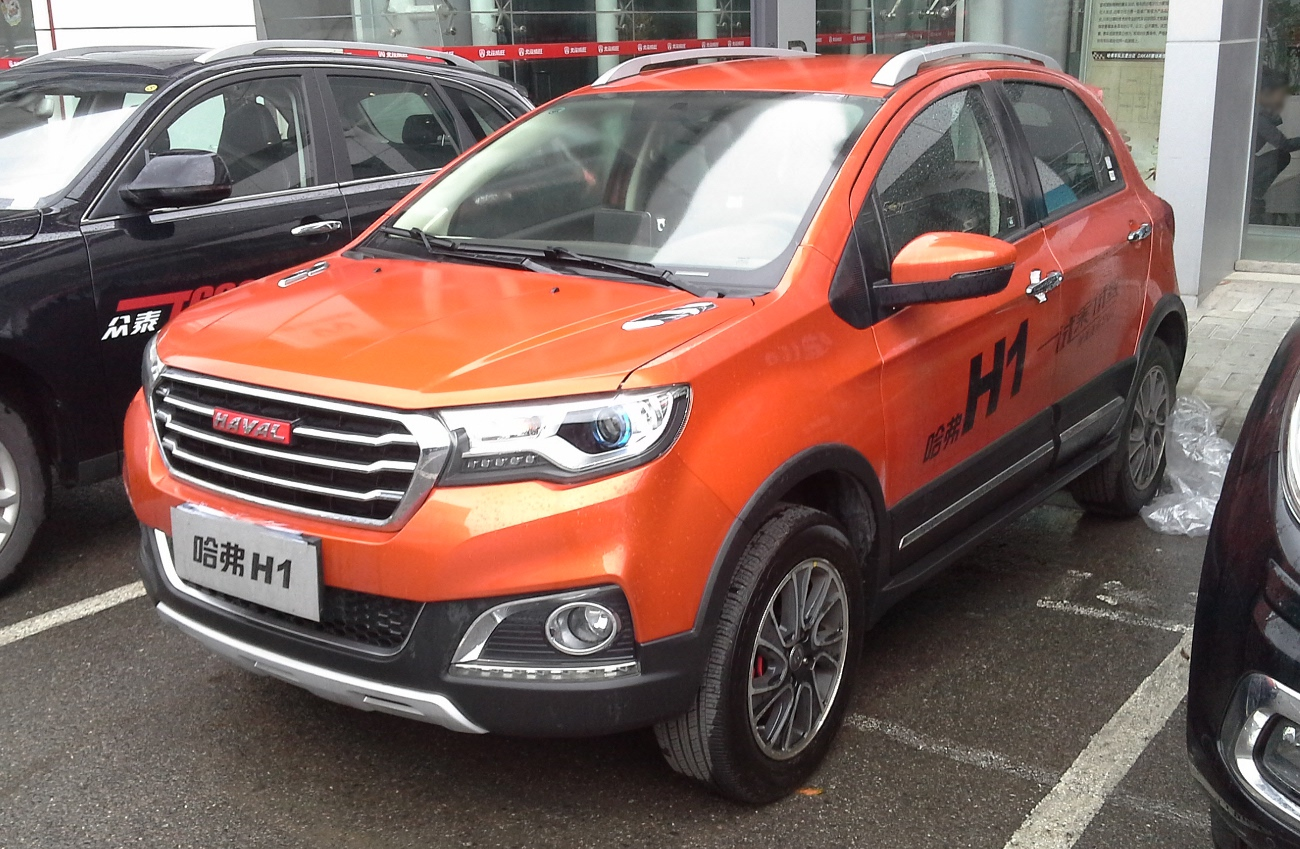
هافال اتش 1
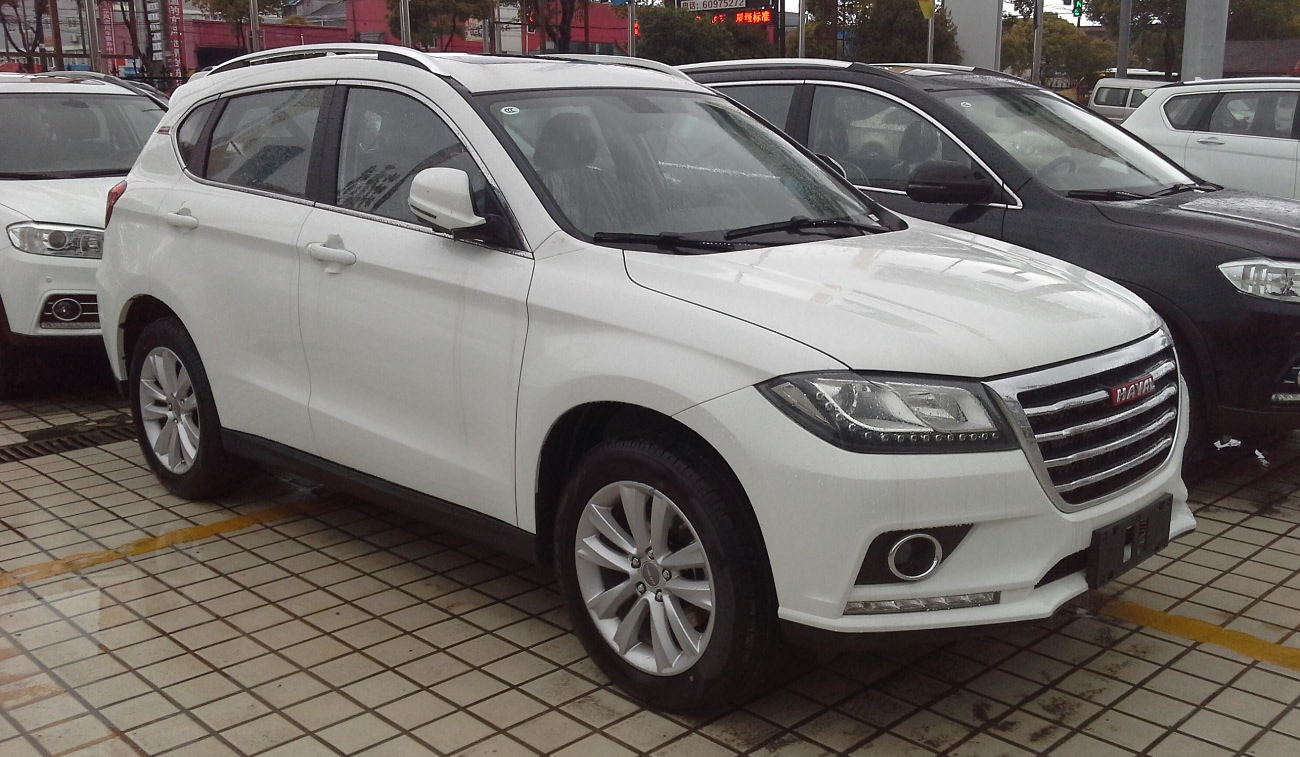
هافال اتش 2
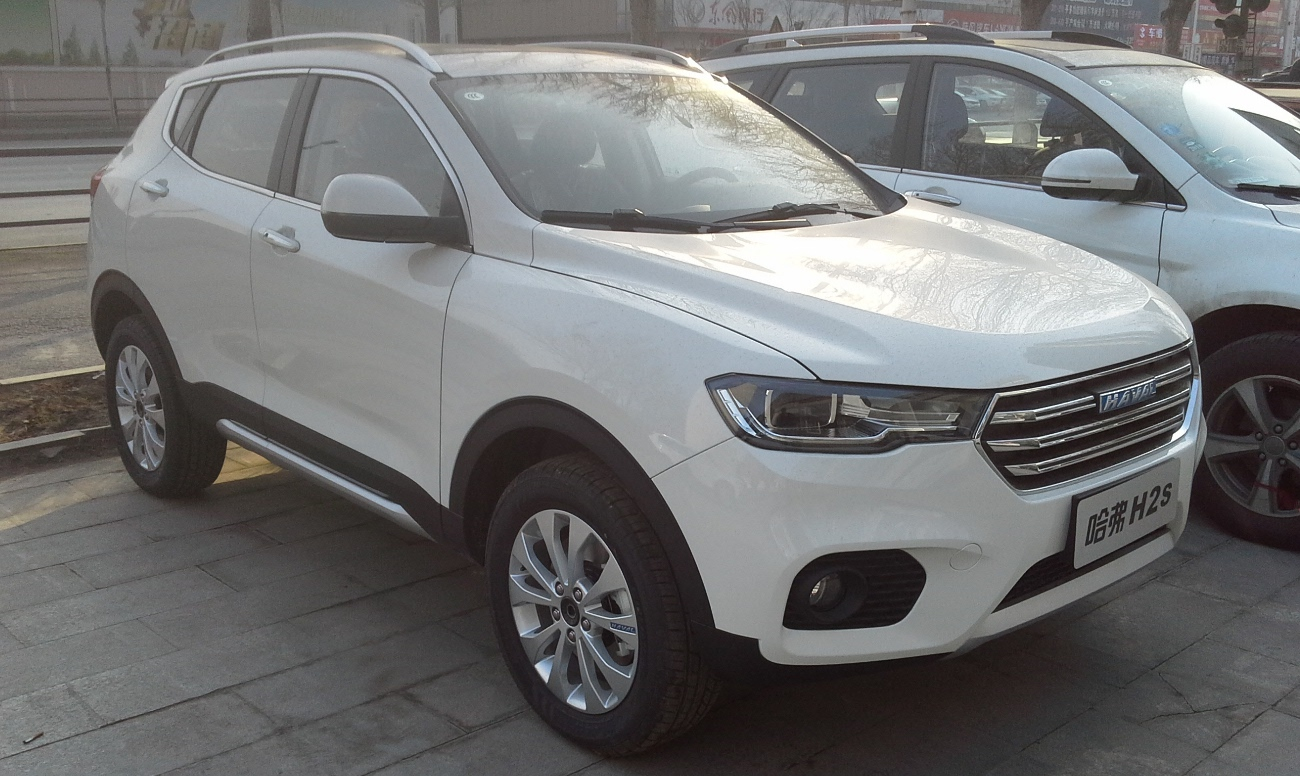
هافال اتش 2 اس
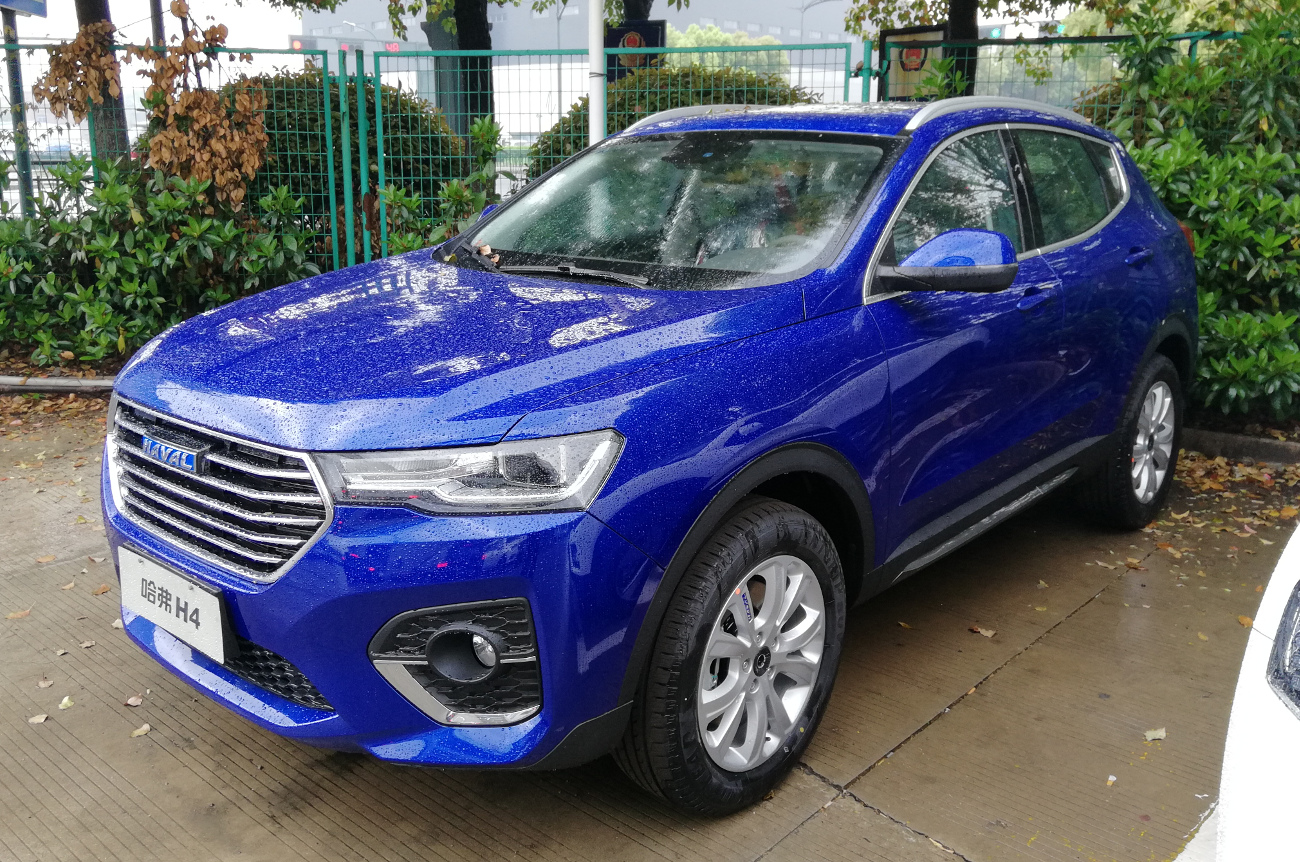
هافال H4
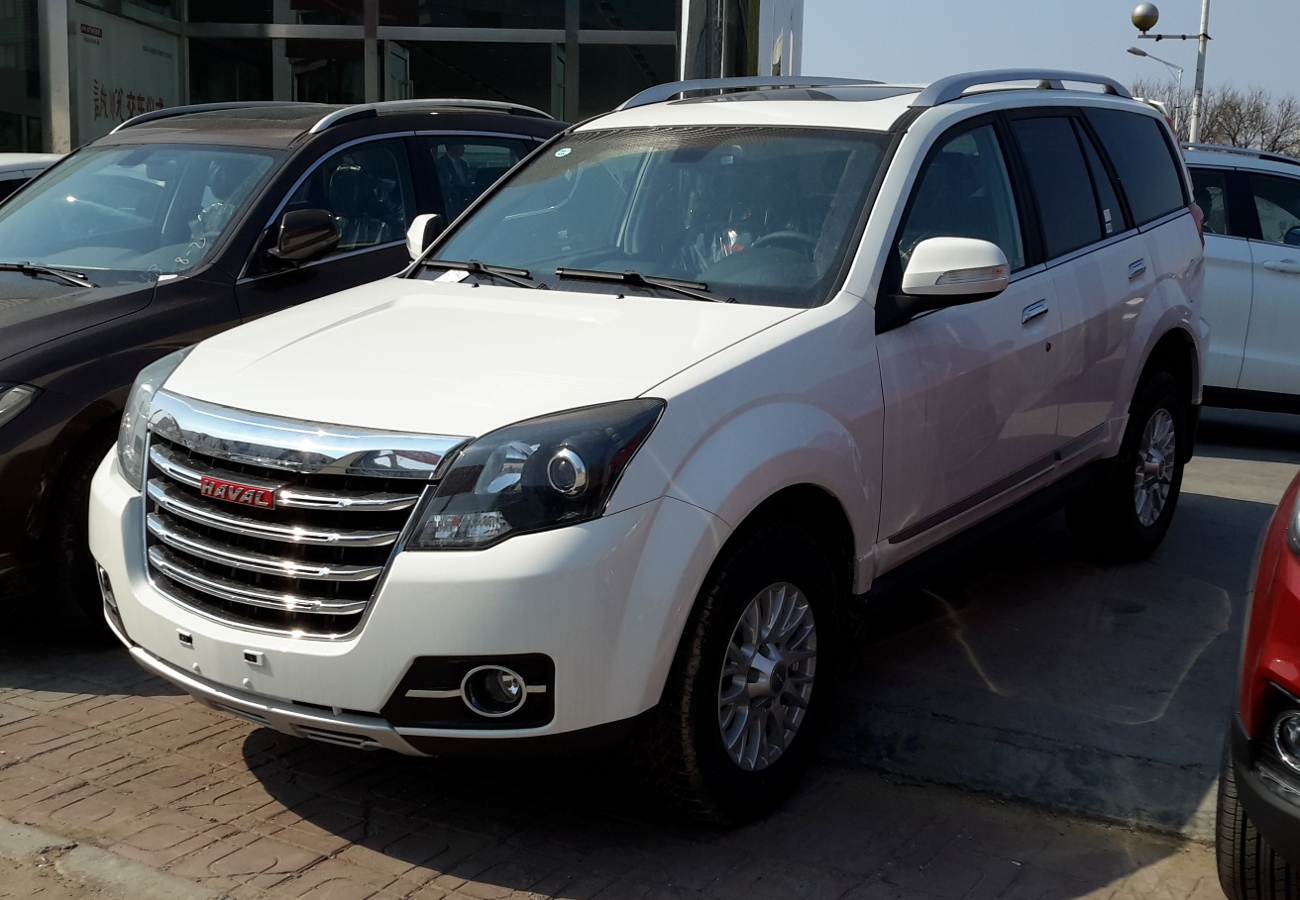
هافال اتش 5
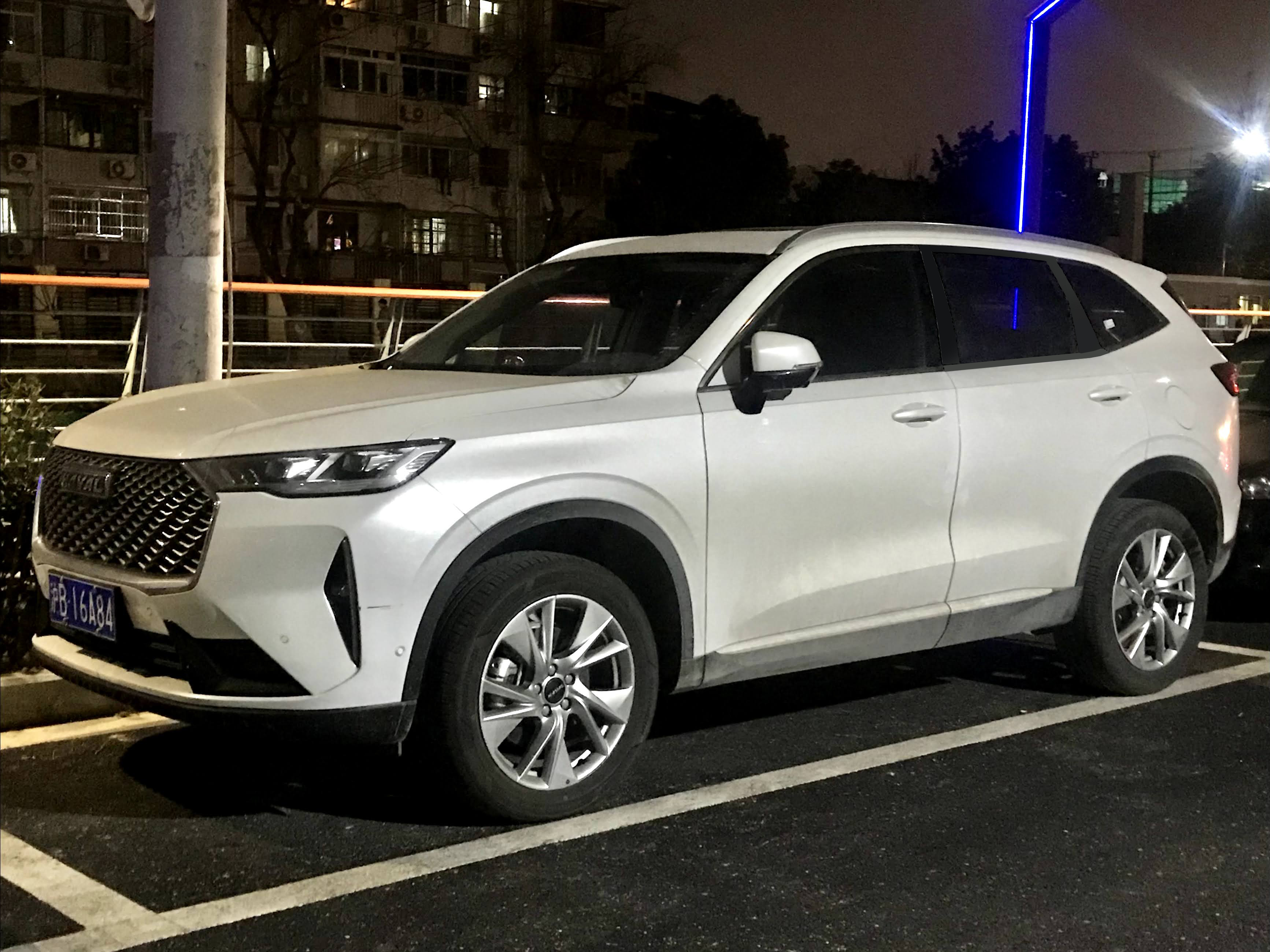
هافال اتش 6 / هافال اتش 6 سبورت
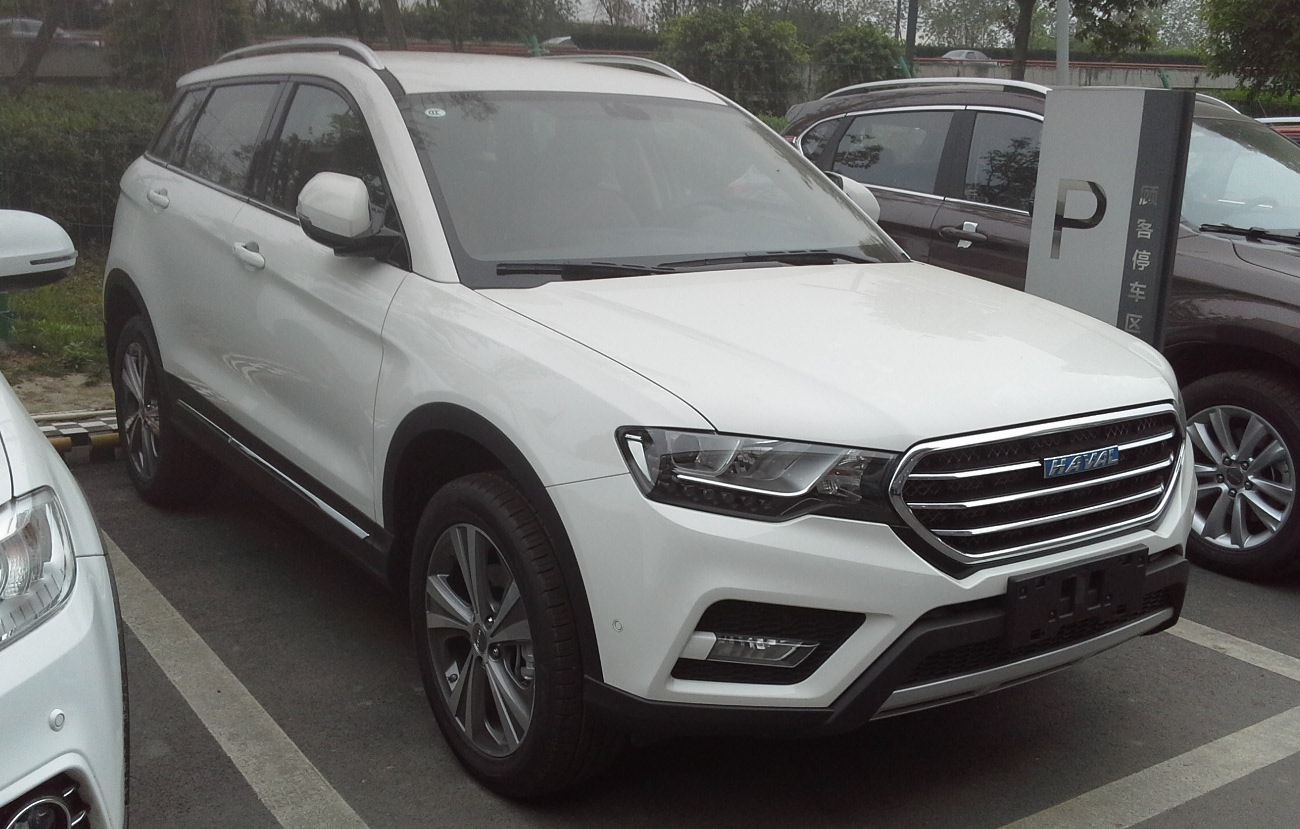
هافال H6 كوبيه
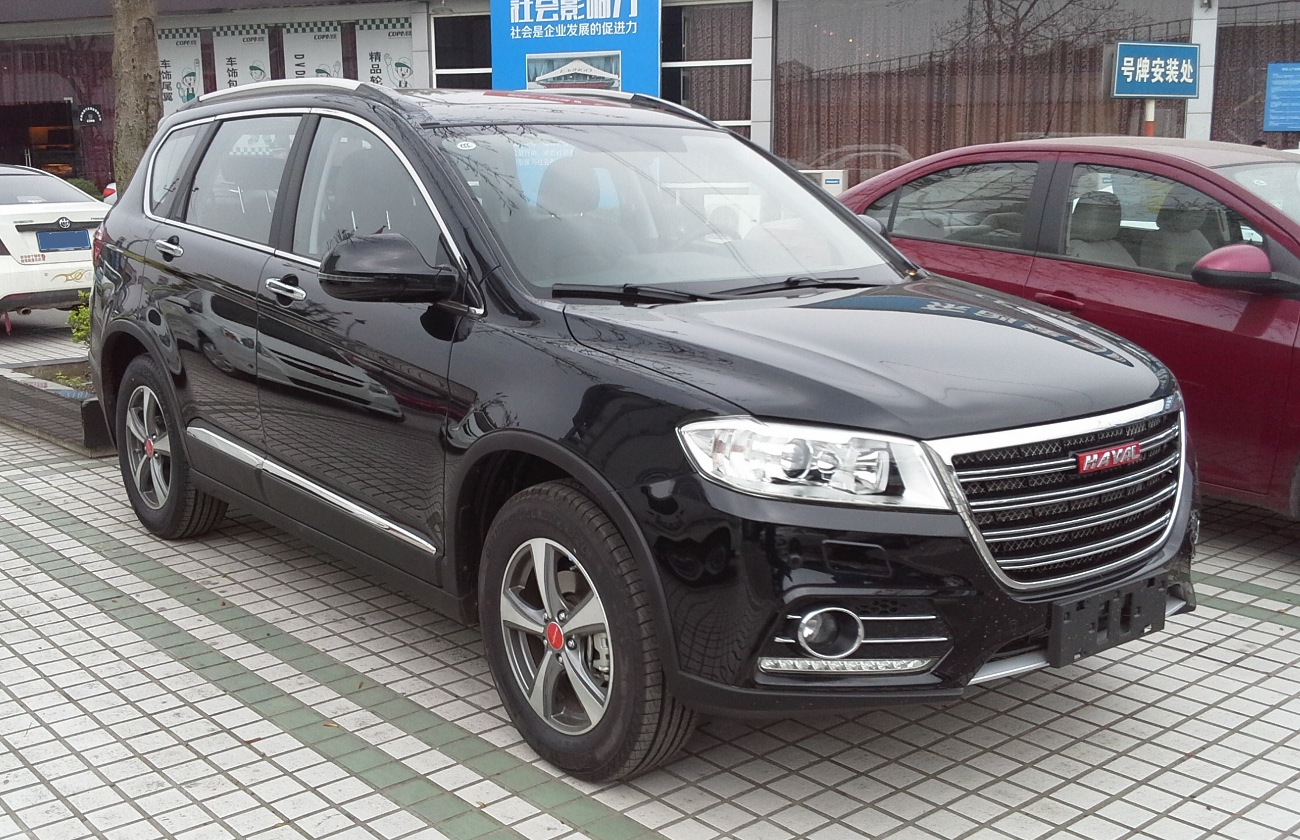
هافال H6 سبورت
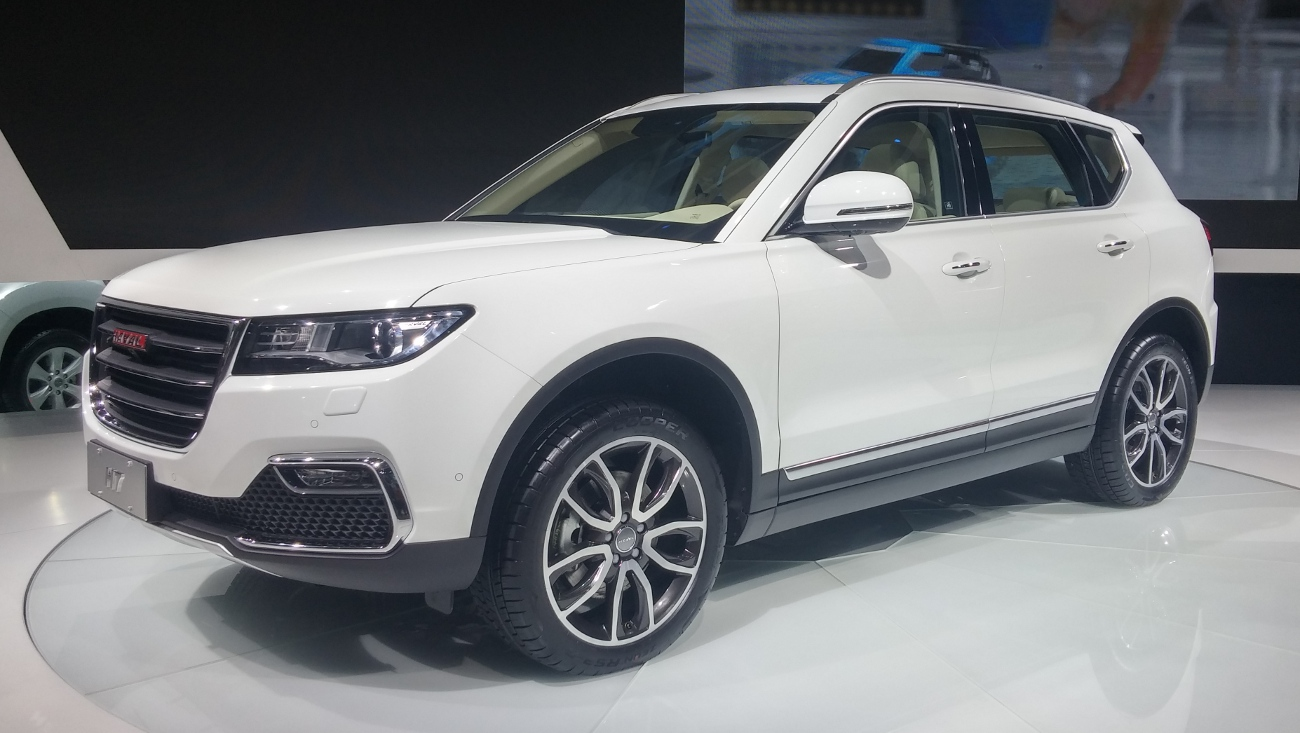
هافال اتش 7 / هافال اتش 7 ال
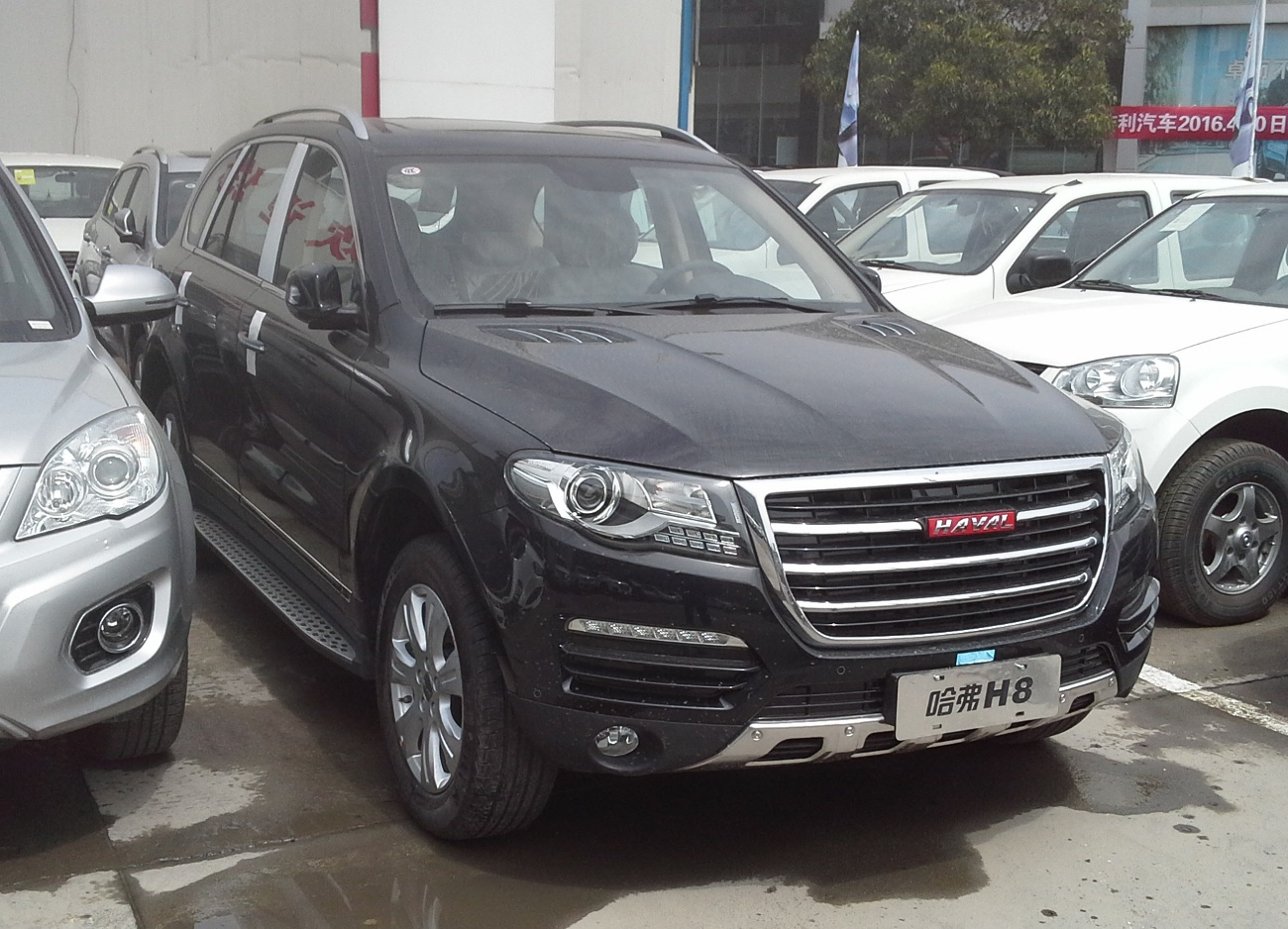
هافال اتش 8
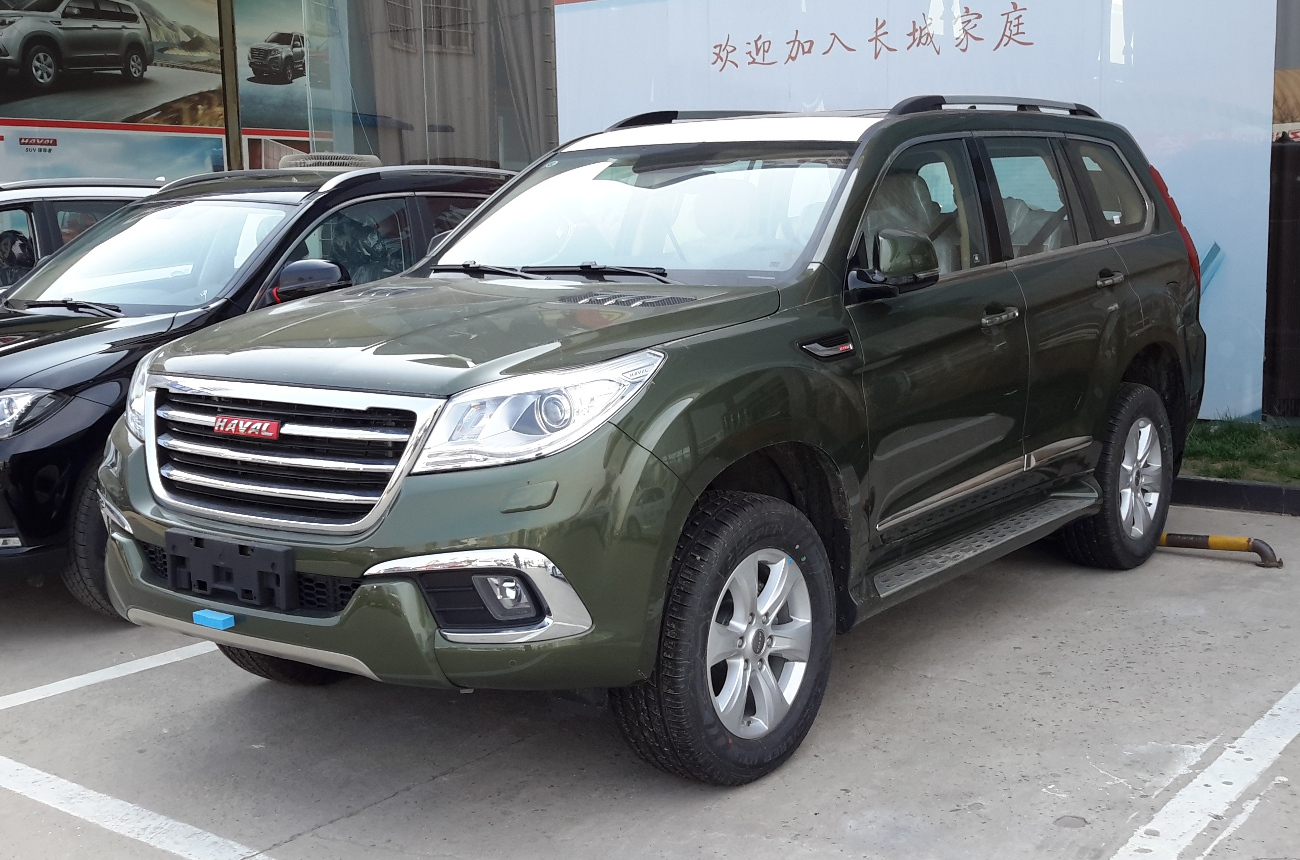
هفال اتش 9
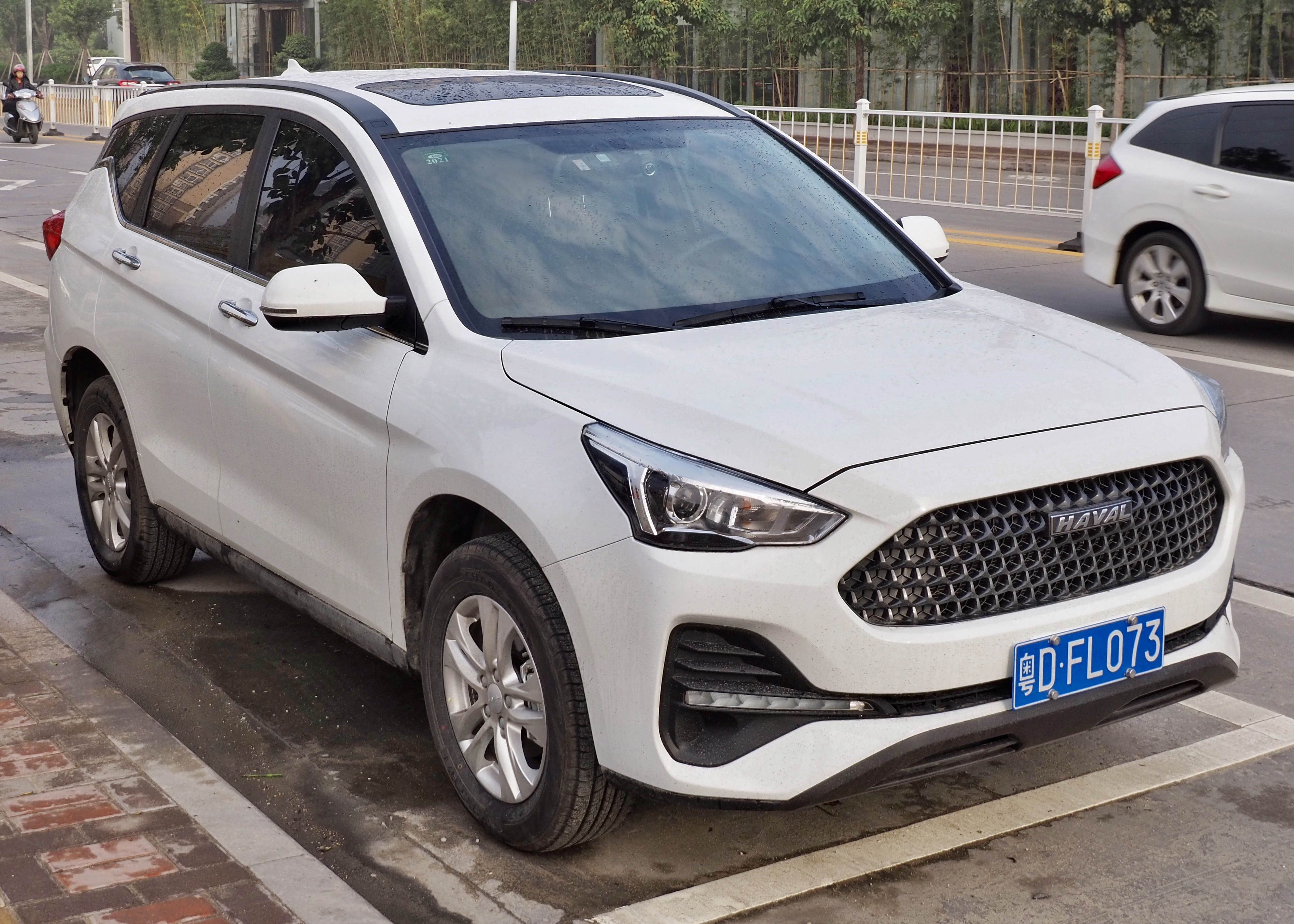
هافال إم 6
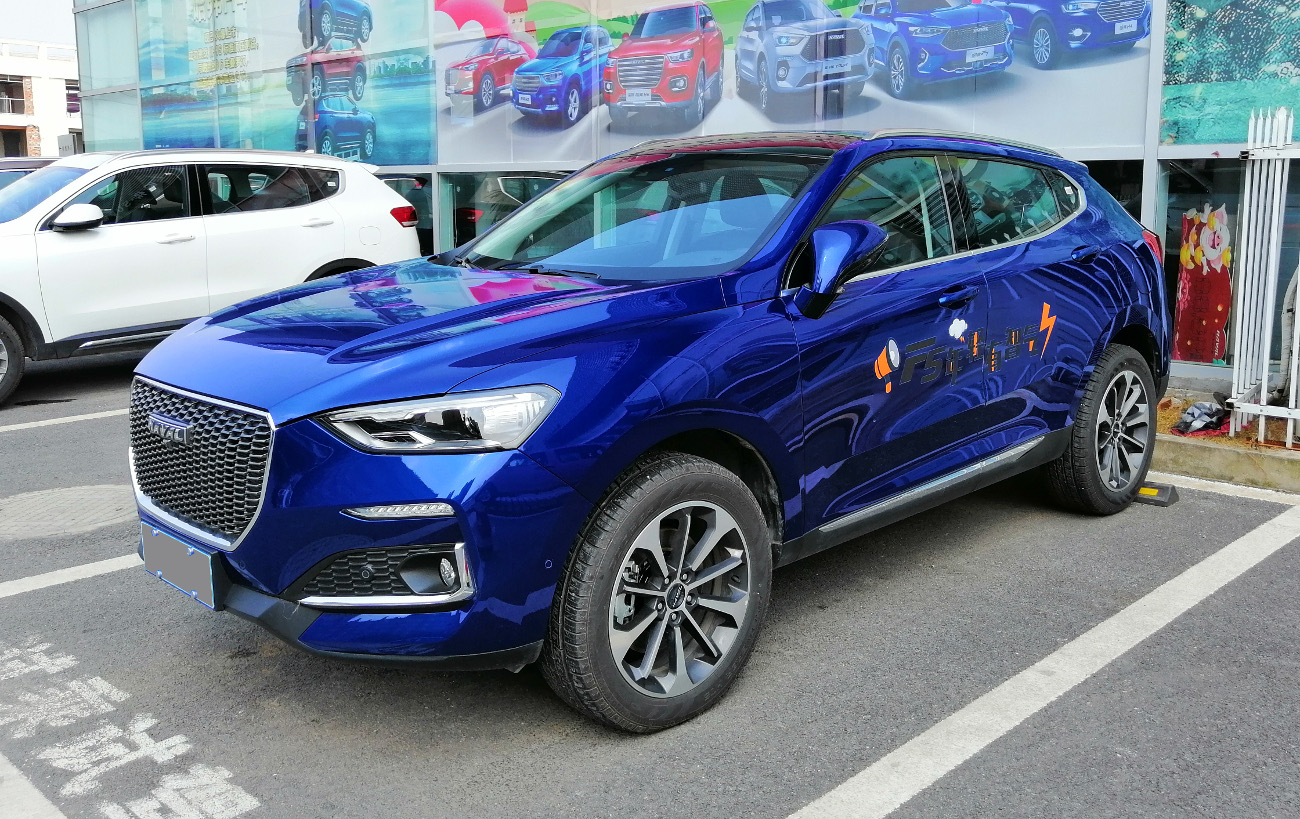
هافال اف 5
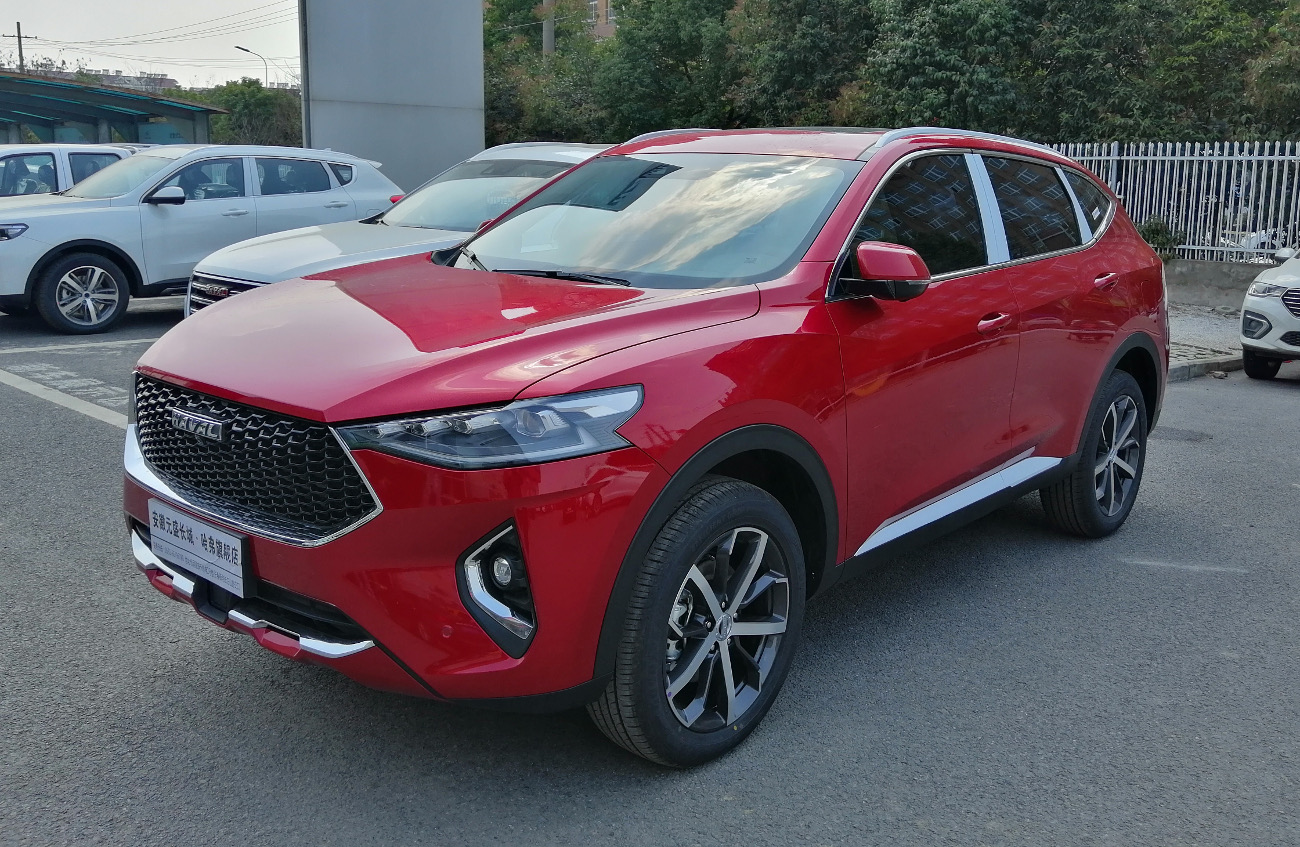
هافال اف 7
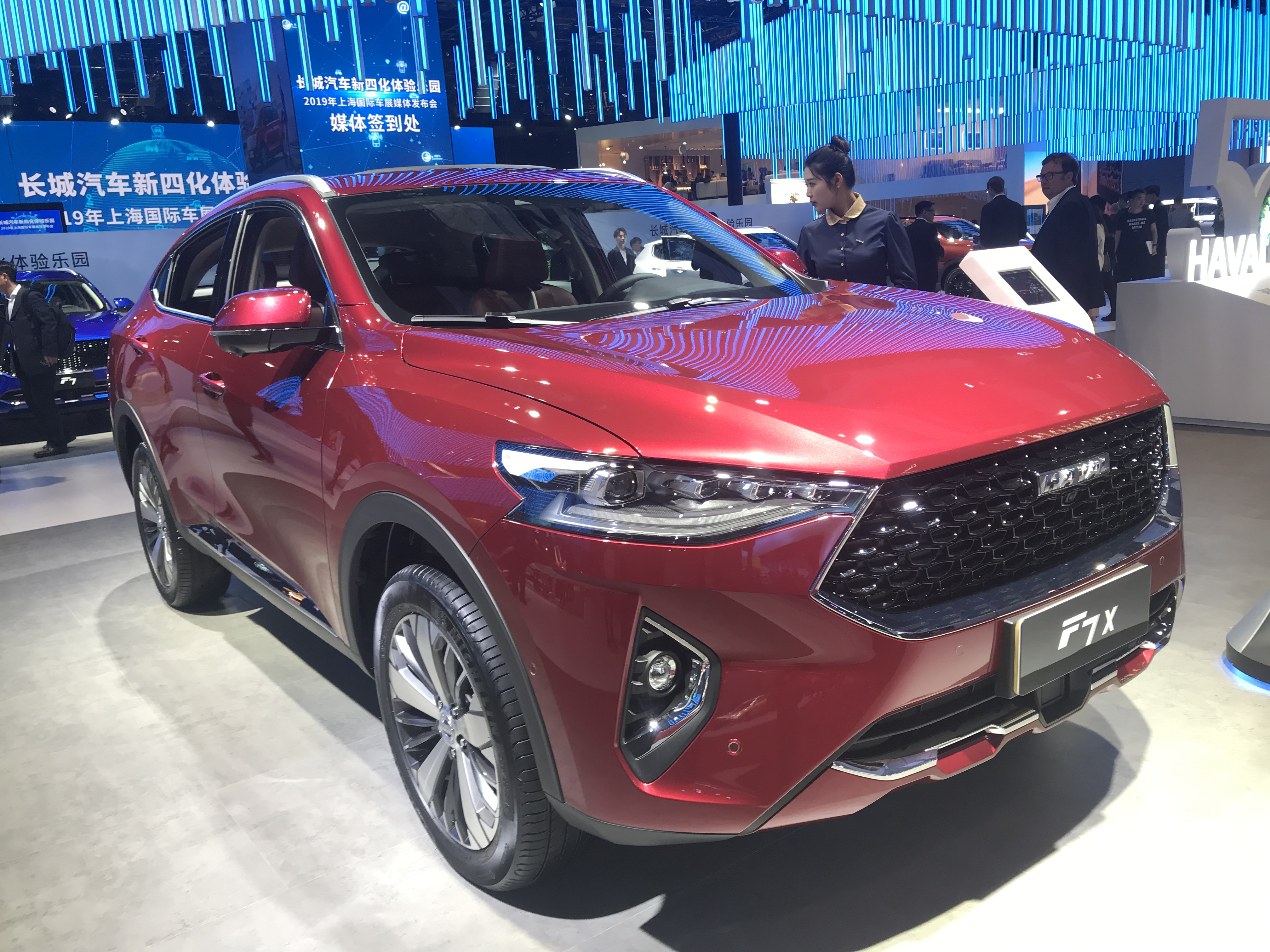
هافال اف 7 اكس
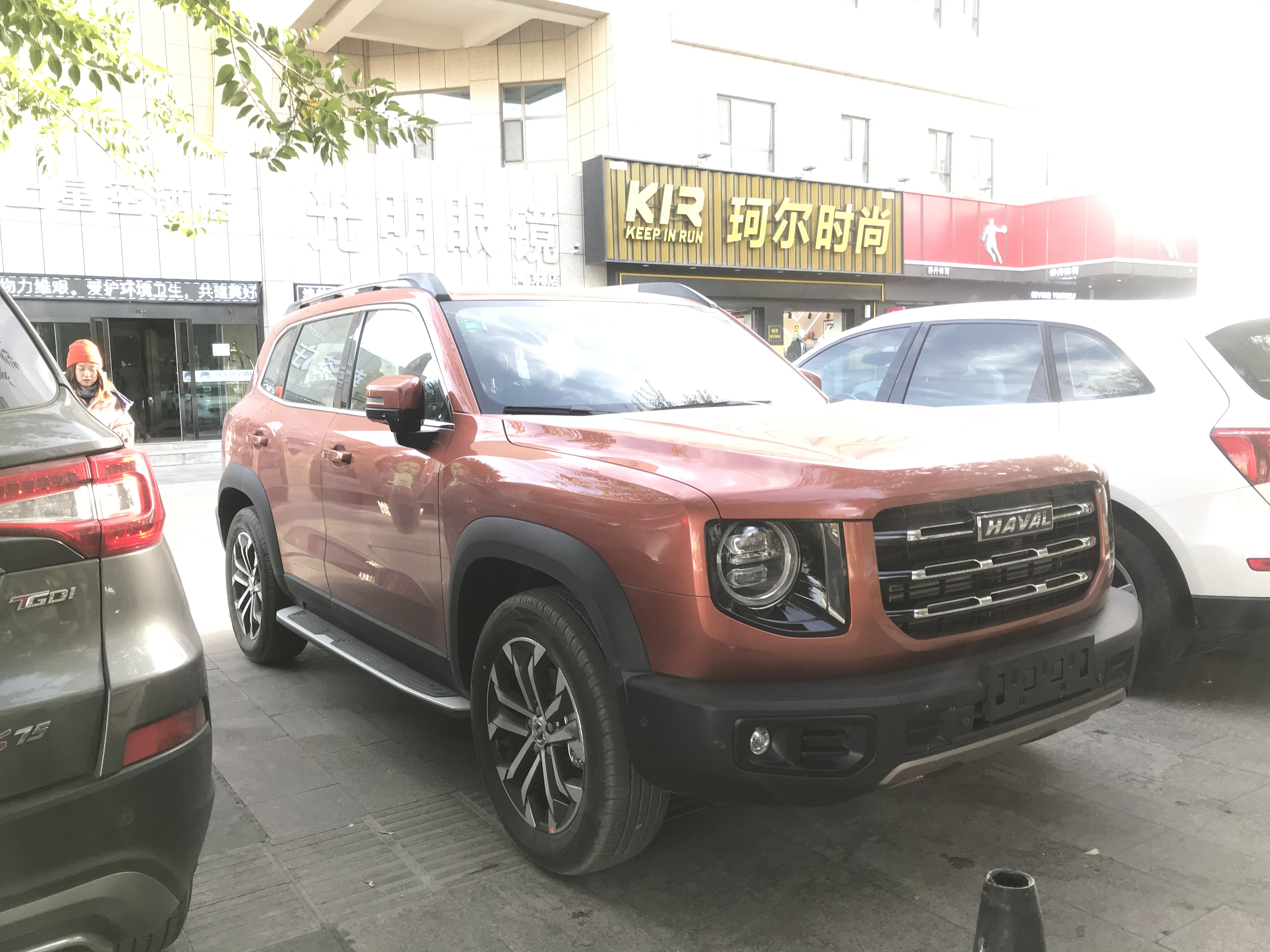
هافال بيج دوج (大 狗 داجو)

- هافال اتش 1
- هفال اتش 2
- هافال اتش 2 اس
- هافال H4
- هافال اتش 5
- هفال اتش 6
- هافال H6 كوبيه
- هافال H6 سبورت
- هافال H7
- هافال اتش 8
- هفال اتش 9
- هافال إم 6
- هافال اف 5
- هافال اف 7
- هافال اف 7 اكس
- هافال بيج دوق

## مبيعات هافال
| السنة | المبيعات |
| ----- | -------- |
| 2013  | 208,652  |
| 2014  | 382,071  |
| 2015  | 640,200  |
| 2016  | 789,164  |
| 2017  | 849,554  |
| 2018  | 766,062  |

يمكن الرجوع لبيانات مبيعات السيارات الصينية 

## روابط خارجية
- الموقع رسمي
- الموقع الرسمي لهافال في السعودية